# 联合国安全理事会第12号决议
《联合国安理会12号决议》是1946年12月10日在联合国安全理事会第82次会议上通过的。这个决议是关注希腊问题的，该决议以分段表决通过，全文未付诸表决。
决议决定邀请希腊和南斯拉夫代表参加安理会就希腊问题进行的讨论，但无表决权，同时邀请保加利亚和阿尔巴尼亚代表向安理会发表声明，如果安理会认为两国的主张属于希腊问题的一部分，则将邀请两国代表参与讨论，但无表决权。

## 相关决议
- 联合国安理会15号决议